# Грузька (притока Вільшанки)
Грузька, Теплоярка, Попівка — річка в Україні, у Городищенському районі Черкаської області. Ліва притока Вільшанки (басейн Дніпра).

## Опис
Довжина річки 16 км, похил річки — 3,0 м/км. Площа басейну 80,8 км².

## Розташування
Бере початок у присілку Валяви. Спочатку тече на північний схід через Завадівку і там повертає на південний схід. Далі тече через Набоків і у Городищі впадає в річку Вільшанку, праву притоку Дніпра.
Біля витоку річку перетинає залізниця. На правому березі річки розташована станція Чубівка. У пригирловій частині річку перетинає автошлях Т 2402.
У долині річки розташований Валявський заказник.

## Притоки
- Завадівка - ліва притока у селі Завадівка. Довжина річки - 4 км, площа басейну - 10 км², впадає у Грузьку за 8 км від її гирла.